# Вилков, Геннадий Алексеевич
 Геннадий Алексеевич Вилков  (род. 10 марта 1937, Орджоникидзе) — специалист в области нейроиммунологии и патофизиологии, доктор медицинских наук, профессор.

## Биография
Геннадий Алексеевич Вилков родился 10 марта 1937 года в городе Орджоникидзе Северо-Осетинской АССР, ныне город Владикавказ — административный центр  Республики Северная Осетия — Алания.
В детстве вместе с родителями переехал в Ростов-на-Дону, где окончил среднюю школу.
В 1960 году окончил лечебно-профилактический факультет Ростовского медицинского института (ныне Ростовский государственный медицинский университет). После окончания учёбы работал врачом-психоневрологом в городе Шадринске Курганской области и одновременно врачом-невропатологом в местной больнице.
В 1963 году вернулся на работу в Ростовский медицинский институт. Там занимал должности младшего научного сотрудника Центральной научно-исследовательской лаборатории (ЦНИЛ). Учился в аспирантуре. В 1966 году защитил кандидатскую диссертацию на тему: «Некоторые вопросы патогенеза экспериментального аллергического энцефаломиелита». Его научным руководителем был профессор А. Н. Гордиенко. Получил степень кандидата медицинских наук и должность старшего научного сотрудника. С 1970 года работал заведующий ЦНИЛом. В 1974 году защитил докторскую диссертацию. Получил ученую степень доктора медицинских наук, с  1984 года — профессор Ростовского медицинского института.
Г. А. Вилков имеет 30 патентов на изобретения, является автором около 200 научных работ, включая две монографии. Под его научным руководством защищено более 20 кандидатских и докторских диссертаций.
Область научных интересов: проблемы нейроиммунологии, лабораторная диагностика заболеваний нервной системы (рассеянный склероз, шизофрения, ДЦП, эпилепсия), патогенетическая коррекция заболеваний. Г. А. Вилков разработан лабораторный мониторин здоровья, позволяющий осуществлять профилактику и проводить патогенетическую терапию заболеваний.
Геннадий Алексеевич Вилков долгое время руководил Центральной научно-исследовательской лабораторией, являющейся теоретической базой университета для решения задач теоретической и практической медицины. Был участником двух специализированных Советов при медуниверситете и РГУ.
Был соучредителем и директором ООО «Фармайод», ликвидировано 20 июля 2006 года.
В 2009 году совместно с Борисом Витальевичем Страдомским изобрёл и в 2010 году запатентовал композицию для лечения рассеянного склероза, включающую трийодид 1,3-диэтилбензимидазолия в качестве активного начала и поливинилпирролидон низкомолекулярный медицинский в качестве солюбилизатора и стабилизатора активного начала.
В настоящее время находится на пенсии.